# Sabzevar
Sabzevār (in persiano سبزوار‎) - nome dell'antica cittadina di Beyhaq - è il capoluogo dello shahrestān di Sabzevar, circoscrizione Centrale, nella provincia del Razavi Khorasan in Iran. Aveva, nel 2006, una popolazione di 208 172 abitanti. La città è un centro commerciale di esportazione dei prodotti agricoli della zona, in particolare uva e uva sultanina, ha piccole industrie di conserve alimentari e motori elettrici ed è conosciuta per i suoi tappeti.
Faceva parte un tempo del distretto di Bayhaq. Fu distrutta dagli Uzbeki e rifiorì in epoca safavide.

## Luoghi d'interesse
- Imamzadeh Yahya[6]
- Imamzadeh Shoaib[7]
- Il minareto Khosrogerd, 10 km a ovest della città[8].